# Gates to Paradise
Gates to Paradise è un film del 1968 diretto da Andrzej Wajda.